# Iglesia de San Pedro (Dallo)
La iglesia de San Pedro es un edificio situado en el concejo de Dallo, perteneciente al municipio español de Barrundia.

## Descripción
El edificio se encuentra en el concejo alavés de Dallo, perteneciente al municipio español de Barrundia. Construido en el siglo XVI, está protegido bajo la categoría de «zona de presunción arqueológica». Se menciona como iglesia parroquial del lugar en el Diccionario geográfico-estadístico-histórico de España y sus posesiones de Ultramar de Pascual Madoz, donde se dice que hacia mediados del siglo XIX estaba «servida por un cura beneficiado con título de perpétuo de presentacion del diocesano y por un sacristan del nombramiento del cabildo». Décadas después, ya en el siglo XX, Vicente Vera y López vuelve a reseñarla en el tomo de la Geografía general del País Vasco-Navarro dedicado a Álava con las siguientes palabras: «Su parroquia es de categoría rural de segunda clase, dedicada á San Pedro y perteneciente al arciprestazgo de Salvatierra».
Los registros sacramentales de bautismos, matrimonios y decesos generados por la parroquia de San Pedro desde el siglo XV hasta el final del XIX se conservan con los del resto de iglesias de la provincia en el Archivo Histórico Diocesano de Vitoria, donde pueden consultarse.